# Église Saint-Laurent de Birgu

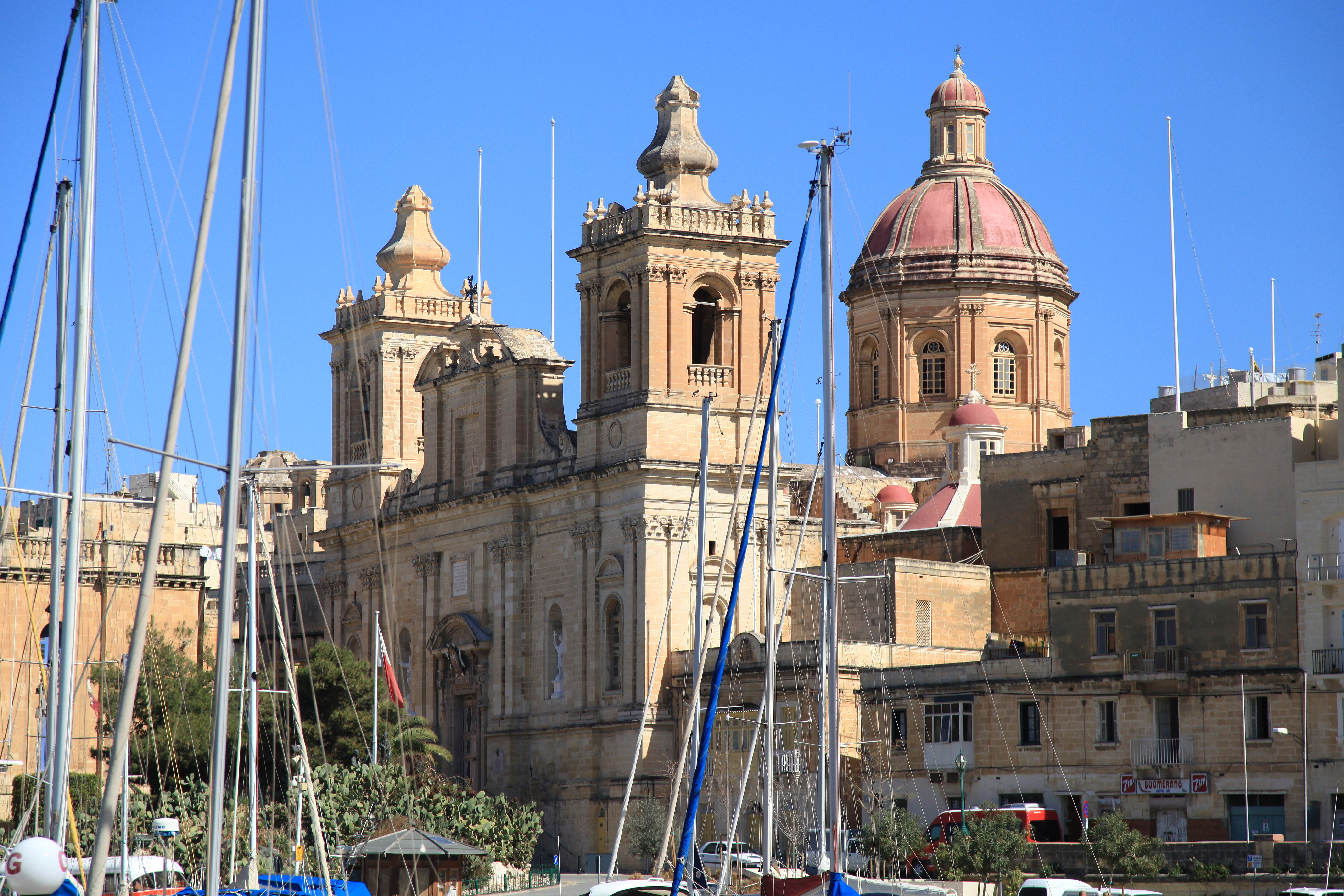
Église Saint-Laurent de Birgu

Pour les articles homonymes, voir Église Saint-Laurent.
L'église Saint-Laurent est une église catholique située dans la ville de Il-Birgu, à Malte. Elle servait d'église conventuelle aux Hospitaliers de l'ordre de Saint-Jean de Jérusalem avant la construction de La Valette et de sa cathédrale.

## Historique
L'édifice actuel fut construit entre 1681 et 1687 par l'architecte maltais Lorenzo Gafa.

## Architecture
L'église est de style baroque.